# Nadja Bazynski
Nadja Bazynski (* 25. Mai 1993) ist eine deutsche Judoka, die in der Gewichtsklasse bis 63 kg antritt. 2019 gewann sie ihren ersten Deutschen Meistertitel. 2021 siegte sie zum zweiten Mal.
Nadja Bazynski absolvierte ihre Ausbildung beim Polizeipräsidium Köln. Als Judoka erfolgreich war sie u. a. beim European-Cup der Frauen in Málaga 2014, wo sie ihre erste Goldmedaille bei einem European Cup im Erwachsenenbereich erringen konnte. Ihr Vater Michael nahm 1988 ebenfalls als Judoka an den Olympischen Spielen in Seoul teil.
Nadja Bazynski wurde 2013 und 2016 als NRW-Polizeisportlerin des Jahres geehrt. 2015 gab sie den Uchi-mata als ihre Lieblingstechnik an.